# The Last Hit Man
The Last Hit Man é un film canadese del 2008 scritto e diretto da Christopher Warre Smets.

## Trama
Harry Tremayne, un sicario in procinto di ritirarsi, ha commesso un errore divenendo un bersaglio insieme alla figlia Racquel (anch'essa un sicario). Alcuni criminali assumono Billy Rosco per ucciderli, ma decide di stringere alleanza con Harry e Racquel per eliminare quelli che li vogliono morti.